# Cornelio Fagita
Cornelio Fagita (fl. I secolo a.C.) è stato un mercenario romano.

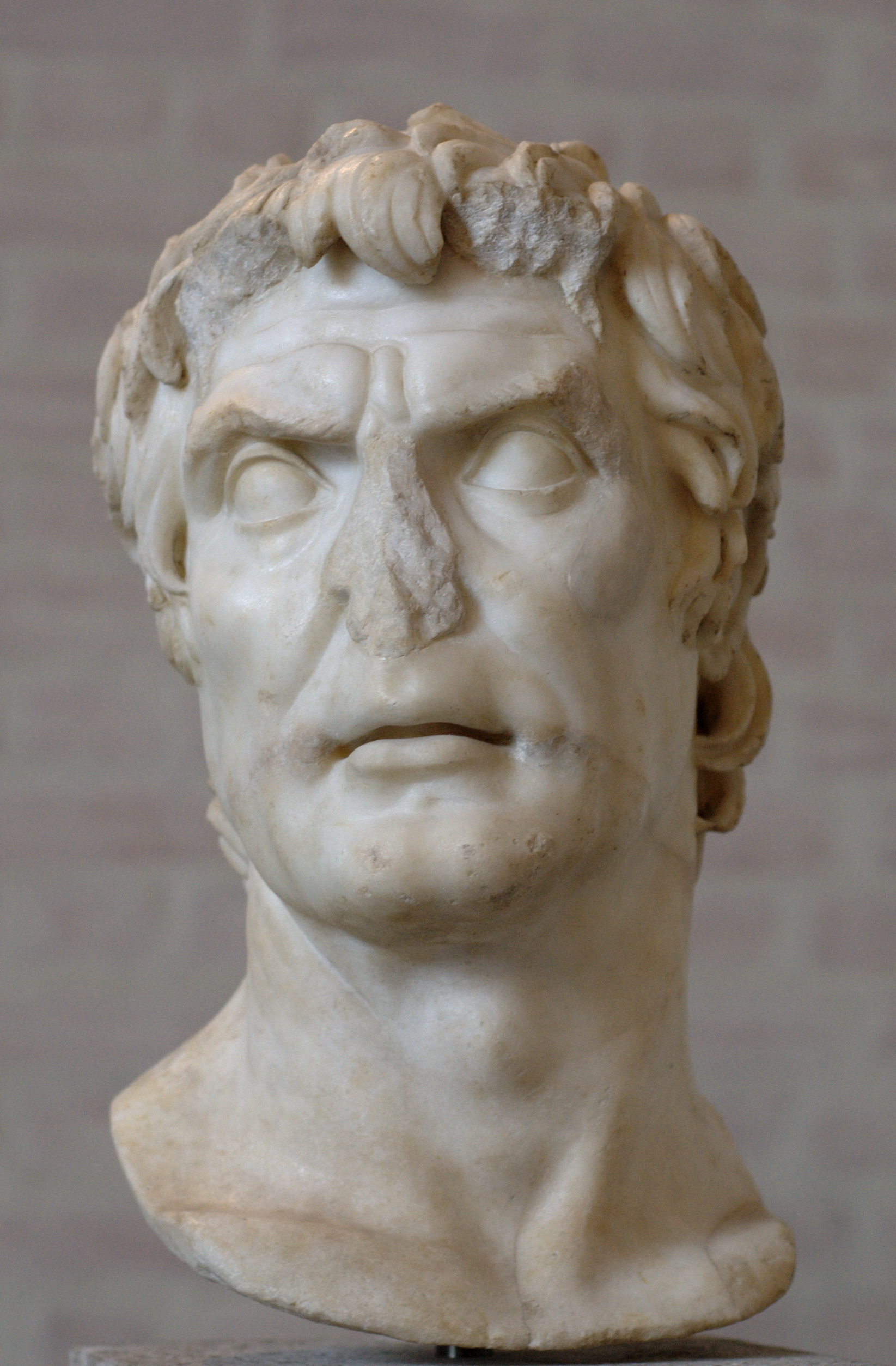
Lucio Cornelio Silla, mandante del sicario Cornelio Fagita.

Cornelio Fagita fu un soldato romano a capo dei sicari che braccarono Giulio Cesare nei boschi della Sabina quando questi venne proscritto da Silla nell'82 a.C., con il chiaro intento di farlo uccidere. Nonostante Cesare si spostasse in continuazione da un rifugio all'altro e non dormisse mai due volte nello stesso posto, alla fine Cornelio Fagita riuscì a catturarlo. Ma non lo uccise perché si lasciò corrompere dal giovane, che gli offrì, seduta stante, il pagamento di due talenti in cambio della fuga.